# آدام جرين
آدام جرين (بالإنجليزية: Adam Green)‏ (12 يناير 1984 في المملكة المتحدة - ) هو لاعب كرة قدم بريطاني في مركز الدفاع. لعب مع شيفيلد وينزداي ونادي بريستول سيتي ونادي بورنموث ونادي فولهام وهايز وييدينغ يونايتد ‏ ونادي دارتفورد ونادي وكينغ ونادي كينغستونيان وBasingstoke Town F.C. ‏ ونادي ليذرهيد وغرايز أتلاتيك ‏.

## وصلات خارجية
- آدام جرين على موقع قاعدة بيانات كرة القدم.إي يو (الإنجليزية)
- آدام جرين على موقع Soccerbase.com (لاعب) (الإنجليزية)
- آدام جرين على موقع Soccerway.com (الإنجليزية)
- آدام جرين على موقع عالم كرة القدم.نت (الإنجليزية)